# Banque centrale de Trinité-et-Tobago
La Banque centrale de Trinité-et-Tobago est la banque centrale de Trinité-et-Tobago. Comme les autres banques centrales, sa mission première est de rechercher la stabilité financière du pays. Il n’est pas lié au Département du Trésor, car il s’agit d’une institution autonome.

## Histoire
La Banque centrale de Trinité-et-Tobago est située dans le complexe financier Eric Williams. Le complexe se compose de l'auditorium de la banque centrale et de deux gratte-ciel, connus localement sous le nom de Twin Towers. La première tour abrite la Banque centrale de Trinité-et-Tobago et la deuxième tour abrite le ministère des Finances. Il s'agissait seulement de la deuxième banque centrale à être établie dans les Caraïbes anglophones, la première étant la Banque de Jamaïque, créée en 1960.
Les troubles intérieurs du début des années 1970 ont pris la forme de bouleversements sociopolitiques et de ce qui est devenu connu sous le nom de révolution du pouvoir noir. L’un des résultats de ce bouleversement a été la tendance à la localisation des banques commerciales, initiée par le gouvernement, mais dans laquelle la Banque a joué un rôle important.